# Chương trình Ra đi Có trật tự
Chương trình Ra đi Có trật tự (tiếng Anh: Orderly Departure Program, viết tắt là ODP), là một chương trình của Hoa Kỳ cho phép người Việt Nam tị nạn nhập cảnh vào Hoa Kỳ sau khi cuộc Chiến tranh Việt Nam kết thúc.
Chương trình này được tiến hành từ năm 1979 dưới sự hỗ trợ của Cao ủy Liên Hợp Quốc về người tị nạn. Sau khi quan hệ ngoại giao giữa Hoa Kỳ và Việt Nam được bình thường hóa, Hoa Kỳ trực tiếp đối thoại với chính phủ Việt Nam để tạo điều kiện thuận lợi cho người di cư từ Việt Nam theo chương trình đó. Chương trình ODP từ đó có tên là Chương trình Tái Định cư Nhân đạo (tiếng Anh: Humanitarian Resettlement Program, viết tắt là HR).
Các văn phòng của Chương trình được thành lập đầu tiên tại Băng Cốc, Thái Lan vào tháng 1/1980. Chương trình thực hiện trong ba diện nhắm vào ba nhóm đối tượng:
- diện HO (Humanitarian Operation) là các cựu tù nhân trại cải tạo, có tên chính thức là Special Release Reeducation Center Detainee Resettlement Program (Chương trình tái định cư phóng thích đặc biệt tù nhân trung tâm cải tạo).
- diện U11 là các cựu nhân viên chính phủ Hoa Kỳ.
- diện V11 là các cựu nhân viên của công ty tư nhân hoặc tổ chức của Hoa Kỳ.

Trong thời gian thực hiện, ODP đã hỗ trợ được gần 500.000 người tỵ nạn Việt Nam đến được Hoa Kỳ. Vào ngày 14/11/1994, ODP chính thức khép lại. Đến năm 1999, các văn phòng ODP ở Băng Cốc cũng đóng cửa và chỉ cứu xét các trường hợp đặc biệt từ Thành phố Hồ Chí Minh.
Ngày 15/11/2005, Hoa Kỳ và Việt Nam ký kết 1 thỏa thuận cho phép những người Việt vì trễ hồ sơ khi kết thúc Chương trình Ra đi có Trật tự năm 1994 được tái xét đến định cư tại Hoa Kỳ. Thỏa thuận này đã hết hiệu lực vào ngày 20/6/2008.

## Kết quả
Bảng sau tóm tắt các nước nhận nhiều người nhập cư nhất trong chương trình. Vài ngàn người khác đã tái định cư sau năm 1997. Hơn 40 quốc gia đã tham gia vào chương trình.
| Quốc gia          | Số người nhập cư năm 1980-1997 |
| ----------------- | ------------------------------ |
| Hoa Kỳ            | 458.367                        |
| Canada            | 60.285                         |
| Úc                | 46.711                         |
| Pháp              | 19.264                         |
| Đức               | 12.067                         |
| Anh               | 4.842                          |
| Na Uy             | 3.998                          |
| Bỉ                | 3.106                          |
| Thụy Điển         | 3.079                          |
| Đan Mạch          | 2.298                          |
| Các quốc gia khác | 9.492                          |
| Tổng cộng         | 623.509                        |